# Ryōkan

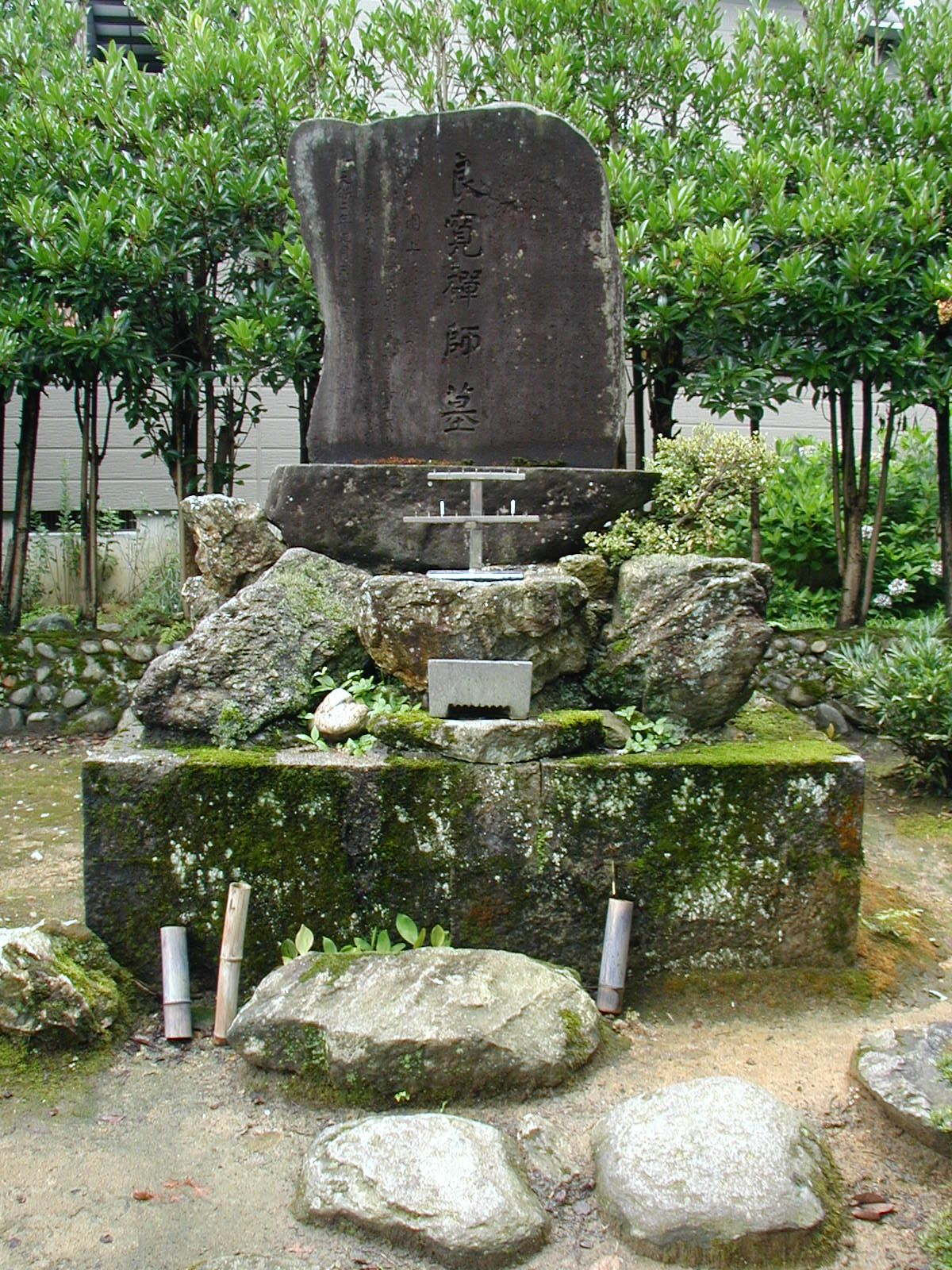
Ryōkans Grab im Ryūsen-ji

Ryōkan (jap. 良寛; * 2. November 1758 in Izumozaki, Provinz Echigo (heute: Präfektur Niigata); † 18. Februar 1831) war ein zen-buddhistischer Mönch der japanischen Sōtō-shū. Die meiste Zeit seines Lebens lebte er als Eremit. Er wurde berühmt auf den Gebieten der Dichtung und der Kalligraphie. Sein Künstlername war Taigu (大愚). Er ist auch unter dem Namen Ryōkwan auf Deutsch bekannt.

## Leben
Ryōkan wurde 1758 in Izumozaki in der Provinz Echigo an der Westküste in Japan als Yamamoto Eizō (山本　栄蔵) geboren, als Sohn einer angesehenen Kaufmannsfamilie. Er trat 1777 in den Zen-Tempel Kōshō-ji (光照寺) ein, wo er den Namen Ryōkan bekam. Nach vier Jahren folgte er dem Zen-Meister Kokusen (国仙, 1723–1791) in dessen Tempel Entsū-ji (円通寺), gelegen in Tamashima (heute zu Kurashiki, Präfektur Okayama gehörig). Nach einem Aufenthalt von 12 Jahren am Entsū-ji bestätigte Kokusen ihm die Erleuchtung (satori) und starb ein Jahr später. Ryōkan ging dann für fünf Jahre auf Wanderschaft, bevor er sich als Einsiedler am Berg Kugami niederließ, in der Nähe seiner Heimatstadt Izumozaki; er lebte in einer Hütte, die zu dem Shingon-Tempel Kokujō-ji (国上寺) gehörte.
Für seinen Lebensunterhalt war er auf die Unterstützung von Freunden und auf Betteln angewiesen. Besonders im schneereichen Winter war sein Leben sehr hart, und die Gefahr des Verhungerns war stets gegeben. Um 1826 zwangen ihn gesundheitliche Probleme, das Einsiedlerleben aufzugeben und in ein Haus auf dem Anwesen eines wohlhabenden Freundes und Förderers in Shimazaki umzuziehen. Dort traf er dann seine berühmte Schülerin Teishin (貞心, 1798–1872). Sie war 40 Jahre jünger als er, doch als sie sich trafen, war es sofort eine Herzensbegegnung. Sie blieb bis zu seinem Tod 1831 bei ihm.

## Charakter
Manche seiner Zeitgenossen sahen in ihm einen Heiligen, manche einen großen Dichter, manche auch nur einen sonderlichen und etwas verrückten Zen-Mönch. Sein Schriftstellername Taigu bedeutet „großer Narr“. Er liebte das einfache Leben in der Natur, inmitten von Pflanzen und Tieren (darin Henry David Thoreau; 1817–1862 vergleichbar), und mochte noch nicht einmal einer Laus etwas zuleide tun. In seinen Gedichten kommt eine besondere Liebe zum Mondlicht sowie zu Kiefer-Bäumen zum Ausdruck. Untypisch für einen Mönch war, dass er gern an Dorffesten der Bauern teilnahm und dabei auch Sake trank. Er soll sich als Frau verkleidet auf diese Feste geschlichen haben. Mit Kindern zu spielen liebte er so sehr, dass er darüber oft seine Bettelrunde vergaß.

## Anekdoten
Es existieren viele in Japan sehr bekannte Anekdoten von Ryōkan:
- Eines Abends durchwühlte ein Dieb Ryōkans Hütte, musste jedoch feststellen, dass nichts zum Stehlen da war. Ryōkan kam nach Hause zurück und ertappte ihn. „Du bist wohl einen langen Weg gegangen, um mich zu besuchen“, sagte er zu dem Vagabunden, „und du sollst nicht mit leeren Händen weggehen. Bitte, nimm meine Kleider als Geschenk.“ Der Dieb war verblüfft. Er nahm die Kleider und machte sich davon. Ryōkan saß nackt da und betrachtete den Mond. „Armer Kerl“, murmelte er, „ich wollte, ich könnte ihm diesen wunderschönen Mond geben.“
- Ryōkans Hütte lag in einem Bambus-Hain, und einmal durchbrach ein junger aufkeimender Schössling den Boden der Hütte. Ryōkan verfolgte sein Wachstum mit liebevollem Anteil. Zuletzt sah er, wie der Bambus zu hoch für den Raum wurde, und beschloss, das Dach an der Stelle zu entfernen. Er versuchte, mit einer Kerze ein Loch ins Dach zu brennen. Die Folge war, dass die gesamte Hütte abbrannte.
- Einmal spielte Ryōkan den ganzen Tag mit einigen Kindern Verstecken. Als er an der Reihe war, sich zu verstecken, verbarg er sich sorgfältig in einem Strohschober auf dem Feld. Es wurde bereits dunkel, und die Kinder, die ihn nicht finden konnten, gingen heim. Früh am nächsten Morgen kam ein Bauer aufs Feld, um den Strohschober fortzuräumen. Als er Ryōkan darin fand, rief er: „O Ryōkan-sama, was macht Ihr denn hier?“ Der Dichter antwortete: „Pst, sprich nicht so laut, sonst finden mich die Kinder!“

## Dichtung
Alles was ihn bewegte, wurde in seinen Gedichten aufgefangen, die er je nach Stimmung in verschiedenen Formen und Sprachen verfasste,
bald auf Chinesisch, bald im klassischen Japanisch mit 17 oder 31 Silben, bald in der Art des Volksliedes oder im vielsilbigen Stil des Man’yōshū. Er beherrschte alle diese Stilarten vollkommen, hielt sich jedoch nicht streng an literarische Regeln. Er hinterließ, in alle Winde verstreut, etwa 1800 Gedichte. Sie zeigen, dass er, in guter Zen-Tradition, über einen gesunden Humor verfügte und sich selbst nicht allzu ernst nahm. Ferner bieten sie erhellende Einblicke in die Zen-Praxis.
Einige Beispiele:
In Lumpen, in Lumpen

Und wieder in Lumpen - das ist mein Leben:

Zum Essen pflücke ich Kräuter vom Wegesrand,

Zur Hütte wird Stroh und Bambus gesammelt,

Im Mondlicht sitz ich versunken die ganze Nacht hindurch,

Wenn ich Blumen seh, vergess ich den Heimweg -

Dies Torenleben hab ich zu meinem gemacht,

Seit ich in Buddhas Bruderschaft eintrat.
Der Regen hat aufgehört, die Wolken sind weggezogen,

Und der Himmel ist wieder klar.

Wenn dein Herz rein ist,

Dann sind alle Dinge deiner Welt rein.

Gib diese vergängliche Welt auf, gib dich selbst auf.

Dann werden der Mond und die Blumen

Dir den Weg weisen.

Dies war sein Abschiedsgedicht:
Ihre Rückseiten zeigen sie,

Dann ihre Vorderseiten,

die fallenden Ahornblätter.